# Perchance to Dream
Perchance to Dream es una canción del dúo del género electrónico Erasure publicada en su álbum Loveboat (Erasure) en 2000.

## Descripción
Perchance to Dream fue compuesta por Vince Clarke y Andy Bell.

## Datos adicionales
En el álbum Buried Treasure II se encuentra dos versiones de Perchance to Dream, una la con la sesión original de estudio y otra con letra alternativa..